# La connessione di tutte le cose
La connessione di tutte le cose (The little book) è un romanzo pubblicato nel 2008 dallo scrittore e docente statunitense Selden Edwards.

## Genesi
L'autore iniziò a scrivere il romanzo nel 1974, all'inizio della sua carriera di docente. Vi lavorò a lungo, per oltre un trentennio, rileggendo e integrando quanto aveva scritto in precedenza. Lo propose alcune volte per la sua pubblicazione ma fu solo nel 2008 che venne dato alle stampe dall'editore Dutton ottenendo un grande successo editoriale e venendo in seguito tradotto in diversi Paesi del mondo.

## Trama
Un'ex stella americana del rock dagli anni settanta, nel 1988, da San Francisco si ritrova misteriosamente a Vienna nel 1897. 
Qui iniziano incontri con personalità storiche della Vienna di fine secolo e anche con membri della sua famiglia appartenenti a generazioni diverse in un continuo intrecciarsi di epoche storiche diverse tra loro e in viaggi avanti e indietro nel tempo.
Le vicende ambientate nella Vienna imperiale alla fine del XIX secolo portano i protagonisti ad incontrare Sigmund Freud, Gustav Mahler, vari esponenti della Secessione viennese e persino l'imperatrice Elisabetta di Baviera e il giovanissimo Adolf Hitler.

## Edizione originale
- (EN) Selden Edwards, The little book, New York, Dutton, 2008, ISBN 9788854503441, OCLC 800526663.

## Edizione italiana
- Selden Edwards, La connessione di tutte le cose, traduzione di Isabella Zani e Simona Fefé, Vicenza, Neri Pozza, 2009, ISBN 9788854503441, OCLC 800526663.

## Edizioni in altre lingue
- (DA) Selden Edwards, Den lille bog, Ugerløse, Kastaniehøj, 2009, ISBN 9788792425010, OCLC 488339461.
- (HU) Selden Edwards, Múlt idő, traduzione di Kiss Annamária, Budapest, General Press Kiadó, 2010, ISBN 9789636432300, OCLC 868987065.
- (HR) Selden Edwards, Mala knjiga, traduzione di Rujana Pavlic, Zagreb, Algoritam, 2012, ISBN 9789533161655, OCLC 855808534.